# Mistrovství Československa jednotlivců na klasické ploché dráze 1982
Mistrovství Československa jednotlivců na klasické ploché dráze 1982 bylo tvořeno 4 závody.

## Závody
Z1 = Plzeň - 17. 4. 1982
Z2 = Čakovice - 18. 4. 1982
Z3 = Žarnovica - 19. 6. 1982
Z4 = Březolupy - 20. 6. 1982

## Celkové výsledky
| Pořadí | Jméno              | Klub              | Body | Body celkem |
| ------ | ------------------ | ----------------- | ---- | ----------- |
| 1.     | Aleš Dryml         | Pardubice         |      | 51          |
| 2.     | Jiří Štancl        | Rudá hvězda Praha |      | 50          |
| 3.     | Petr Ondrašík      | Rudá hvězda Praha |      | 41          |
| 4.     | Václav Verner      | Slaný             |      | 40          |
| 5.     | Milan Špinka       | Rudá hvězda Praha |      | 39          |
| 6.     | Antonín Kasper     | Rudá hvězda Praha |      | 37          |
| 7.     | Jan Hádek          | Plzeň             |      | 32          |
| 8.     | Jan Verner         | Rudá hvězda Praha |      | 28          |
| 9.     | Jindřich Dominik   | Plzeň             |      | 28          |
| 10.    | Petr Kučera        | Pardubice         |      | 28          |
| 11.    | Emil Sova          | Pardubice         |      | 25          |
| 12.    | Jiří Svoboda       | Rudá hvězda Praha |      | 23          |
| 13.    | Ladislav Hradecký  | Rudá hvězda Praha |      | 16          |
| 14.    | Jan Klokočka       | Slaný             |      | 14          |
| 15.    | Stanislav Urban    | Čakovice          |      | 10          |
| 16.    | Zdeněk Kudrna      | Rudá hvězda Praha |      | 9           |
| 17.    | Zdeno Vaculík      | Žarnovica         |      | 8           |
| 18.    | Dušan Morávek      | Žarnovica         |      | 0           |
| 19.    | Jaroslav Hauptmann | Plzeň             |      | 0           |
| 20.    | Lubomír Jedek      | Žarnovica         |      | 0           |